# Quatuor à cordes no 2 de Saint-Saëns
Pour les articles homonymes, voir Quatuor à cordes no 2.
Le Quatuor à cordes no 2 en sol majeur opus 153 est une composition de musique de chambre de Camille Saint-Saëns. Composé en 1918 et dédié à Jacques Durand éditeur et ami.

## Structure
1. Allegro animato
2. Adagio - Andantino
3. Interlude
4. Allegretto con moto

- Durée d'exécution : vingt quatre minutes